# Peter Schamoni
Peter Schamoni (* 27. März 1934 in Berlin; † 14. Juni 2011 in München) war ein deutscher Filmregisseur und Filmproduzent. Er war Mitautor des Oberhausener Manifests.

## Leben

Oberhausener Manifest, 28. Februar 1962

Schamoni war der Sohn des Filmwissenschaftlers Victor Schamoni. Sein älterer Bruder Victor Schamoni junior wurde später Kameramann beim Fernsehen, sein jüngerer Bruder Thomas Schamoni war Künstler und Regisseur. Ein dritter Bruder, Ulrich Schamoni, war als Schauspieler, Drehbuchautor und Regisseur tätig. Mutter Maria Schamoni veröffentlichte 1983 ihre Autobiografie Meine Schamonis. Der Theologe Wilhelm Schamoni und der Maler Albert Schamoni waren Peter Schamonis Onkel, zum Hamburger Musiker Rocko Schamoni hingegen gibt es keine Verwandtschaftsbeziehung.
Er wuchs in Berlin auf und spielte bereits im Kindesalter kleinere Rollen beim Film und am Theater. Während des Zweiten Weltkriegs wurde die Familie mehrfach ausgebombt. Nach dem Tod des Vaters 1942 an der Ostfront zog die Familie zunächst nach Iserlohn. Von 1947 bis 1952 besuchte Schamoni eine Klosterschule und legte schließlich 1954 am Gymnasium Paulinum in Münster sein Abitur ab. Er begann im selben Jahr, in Münster Kunstgeschichte, Philosophie und Germanistik zu studieren, setzte sein Studium jedoch ab 1955 in München fort.
Nach Stationen als Regieassistent an den Staatstheatern in Stuttgart und München parallel zu seinem Studium sowie einer Schauspielausbildung bei Ruth von Zerboni begann er, eigene experimentelle Kurzfilme zu produzieren. Sein erster Dokumentar-Kurzfilm Moskau 1957 über die VI. Weltjugendfestspiele in Moskau erhielt von Bundespräsidenten Theodor Heuss den Photokinapreis des Wettbewerbs „Jugend filmt“. Zahlreiche seiner Kurzfilme dieser Zeit liefen im Rahmen der Westdeutschen Kurzfilmtage Oberhausen. Schamoni gehörte 1962 zu den Unterzeichnern des Oberhausener Manifests, das den radikalen Bruch mit dem bisherigen deutschen Filmschaffen forderte („Papas Kino ist tot“) und zur Geburtsurkunde des Neuen Deutschen Films wurde.
Schamoni inszenierte und produzierte mehr als 30 Spiel- und Dokumentarfilme. Für sein Spielfilmdebüt Schonzeit für Füchse (1965), in dem eine Treibjagd zum Symbol für eine grausame und sinnentleerte Gesellschaft wird und der zur ersten Welle des Neuen Deutschen Films gehört, gewann er 1966 drei Deutsche Filmpreise sowie den „Silbernen Bären“ der Berliner Filmfestspiele 1966. Mit Frühlingssinfonie verfilmte er 1983 die Liebesgeschichte von Robert und Clara Schumann (gespielt von Herbert Grönemeyer und Nastassja Kinski) an Originalschauplätzen in der DDR – eine der seltenen filmischen Kooperationen zwischen Ost- und Westdeutschland. Für seinen Dokumentar-Spielfilm Caspar David Friedrich – Grenzen der Zeit kooperierten 1986 sowohl die beiden deutschen Staaten als auch Frankreich miteinander.
In den 1960er Jahren begann Schamonis Zusammenarbeit mit Anatole Dauman. Gemeinsam produzierten sie Filme wie Niki de Saint Phalles Daddy oder Walerian Borowczyks La bête. Zudem trat Schamoni auch als Produzent von Filmen seines Bruders Ulrich in Erscheinung, darunter Alle Jahre wieder und Quartett im Bett. Sein größter Erfolg als Produzent wurde May Spils’ Kultfilm Zur Sache, Schätzchen aus dem Jahr 1967: Die lockere Komödie aus dem Münchner Studentenmilieu machte ihre Hauptdarsteller Uschi Glas und Werner Enke zu Ikonen der 1968er Jahre und erhielt 1968 die Goldene Leinwand.
Ein wesentlicher Teil von Schamonis Filmschaffen umfasste ab den 1970er Jahren Künstlerporträts. Über Max Ernst, mit dem Schamoni ab 1963 befreundet war, drehte er fünf Filme, darunter 1967 Die widerrechtliche Ausübung der Astronomie, der im Wettbewerb um die Goldene Palme (Kurzfilm) in Cannes lief, sowie 1991 Max Ernst: Mein Vagabundieren – Meine Unruhe, der im folgenden Jahr den Bayerischen Filmpreis erhielt. Max Ernst habe sein Leben „wesentlich bestimmt“, so Schamoni in einem Interview. „Das Wenige, was die Öffentlichkeit über Max Ernst wissen konnte, von ihm sehen durfte, verdankt man Schamonis wunderbaren Filmen“, fasste Werner Spies 2011 zusammen.
Im Jahr 1973 wurde Schamoni für sein Porträt des Wiener Künstlers Friedensreich Hundertwasser, Hundertwassers Regentag, für den Oscar in der Kategorie Bester Dokumentarfilm nominiert. Zu den weiteren Künstlerbiografien Schamonis seit 1990 gehören Niki de Saint Phalle (1995) und Botero – Geboren in Medellín über Fernando Botero. Mehrfach arbeitete Schamoni dabei mit Kameramann Ernst Hirsch zusammen.
Schamoni war 2003 eines der Gründungsmitglieder der Deutschen Filmakademie.
Im Jahr 2009 erhielt er als Autor, Regisseur und Produzent den Bayerischen Filmpreis in der Kategorie Ehrenpreis für ein Lebenswerk. Der bayerische Ministerpräsident Horst Seehofer würdigte ihn als „großen und unverwechselbaren Filmkünstler“.
Schamoni hatte einen Sohn (* 1977) sowie eine Enkelin (* 2002). Er lebte in München und Seeshaupt am Starnberger See. Schamoni verstarb 2011 in München und wurde auf dem Friedhof in Seeshaupt beigesetzt.

## Filmografie (Auswahl)
Spielfilme
- 1966: Schonzeit für Füchse (Regie, Produzent)
- 1966: Wilder Reiter GmbH (Darsteller)
- 1967: Alle Jahre wieder  (Produzent)
- 1967: Zur Sache, Schätzchen (Produzent)
- 1968: Quartett im Bett (Produzent)
- 1969: Deine Zärtlichkeiten (Regie, Produzent)
- 1969: Wir – zwei (Darsteller)
- 1970: Schmetterlinge weinen nicht (Produzent)
- 1971: Eins (Produzent)
- 1973: Der scharlachrote Buchstabe (Herstellungsleitung)
- 1975: Potato Fritz (Regie, Produzent)
- 1980: Flitterwochen (Koproduzent)
- 1980: Marmor, Stein und Eisen bricht (Darsteller)
- 1981: Jetzt und alles (Produzent)
- 1983: Frühlingssinfonie (Regie, Produzent)
- 1985: Alte Gauner: Fabrikanten (TV, Regie)
- 1985: Alte Gauner: Alte Meister (TV, Regie)
- 1986: Caspar David Friedrich – Grenzen der Zeit (Regie, Produzent, Drehbuch)
- 1988: Schloß Königswald (Regie, Produzent)
- 2004: Daniel – Der Zauberer (Darsteller, Produzent)

Dokumentarfilme
- 1957: Moskau 57 (Regie, Drehbuch, Schnitt, Produktionsleitung) (Kurzfilm)
- 1961: Brutalität in Stein (Regie, Drehbuch, Produzent) (Kurzfilm)
- 1963: Max Ernst – Entdeckungsfahrten ins Unbewußte (Regie, Drehbuch, Produzent) (Kurzfilm)
- 1964: Im Zwinger – Dresden 1964 (Regie, Drehbuch, Produzent) (Kurzfilm)
- 1966: Die widerrechtliche Ausübung der Astronomie (Regie, Drehbuch, Produzent) (Kurzfilm)
- 1973: Hundertwassers Regentag (Regie, Produzent)
- 1978: Dorothea Tanning: Insomnia (Regie) (Kurzfilm)
- 1987: Camilla Horn 85 (Regie, Drehbuch, Produzent) (Kurzfilm)
- 1991: Max Ernst: Mein Vagabundieren – Meine Unruhe (Regie, Produzent)
- 1995: Niki de Saint Phalle (Regie, Produzent)
- 1999: Majestät brauchen Sonne (Regie, Produzent)
- 2001: Neuer Glanz in Böhmen und Mähren (Regie)
- 2008: Botero – Geboren in Medellín (Regie, Produzent)

## Auszeichnungen (Auswahl)
- 1966: Silberner Bär auf der Berlinale 1966 für Schonzeit für Füchse
- 1972: Bundesfilmpreis für Hundertwassers Regentag
- 1973: Oscar-Nominierung, Bester Dokumentarfilm, für Hundertwassers Regentag
- 1981: César-Nominierung, Bester dokumentarischer Kurzfilm, für Dorothea Tanning: Insomnia
- 1984: Bayerischer Filmpreis für Frühlingssinfonie
- 1991: Bayerischer Filmpreis für Max Ernst: Mein Vagabundieren – Meine Unruhe
- 1992: DIVA-Award
- 1994: Bundesverdienstkreuz
- 1995: Bayerischer Filmpreis – Dokumentarfilmpreis für Niki de Saint Phalle
- 1999: Bayerischer Filmpreis – Produzentenpreis für Majestät brauchen Sonne; die Laudatio hielt Georg Friedrich von Preußen.
- 2003: Goldene Taube für sein filmisches Lebenswerk auf dem Internationalen Leipziger Festival für Dokumentar- und Animationsfilm
- 2006: DVD Champion – Lifetime Achievement Award als Auszeichnung für sein Lebenswerk
- 2009: Bayerischer Filmpreis – Ehrenpreis des bayerischen Ministerpräsidenten